# Admiralitätskonstante
Die Admiralitätskonstante C ist eine veraltete Richtzahl für die Effizienz von Schiffskonstruktionen. Sie wurde in der zweiten Hälfte des 19. Jahrhunderts eingeführt, aber stets als grobe und teilweise irreführende Abschätzung kritisiert.
Definiert ist sie durch die Admiralitätsformel {\displaystyle P={\frac {v^{3}\Delta ^{\frac {2}{3}}}{C}}}, somit also {\displaystyle C={\frac {v^{3}\Delta ^{\frac {2}{3}}}{P}}}. Dabei ist P die Antriebsleistung, {\displaystyle \Delta } die Verdrängung und v die Geschwindigkeit des Schiffs. Oft wird sie nur als dimensionslose Zahl angegeben, indem die Leistung in Pferdestärken, die Verdrängung in Tonnen und die Geschwindigkeit in Knoten in die Formel eingesetzt werden. Diese Form der Admiralitätskonstante hat dann die implizite Maßeinheit {\displaystyle {\frac {\mathrm {kn^{3}\mathrm {t} ^{\frac {2}{3}}} }{\mathrm {PS} }}}.